# Civilian Marksmanship Program

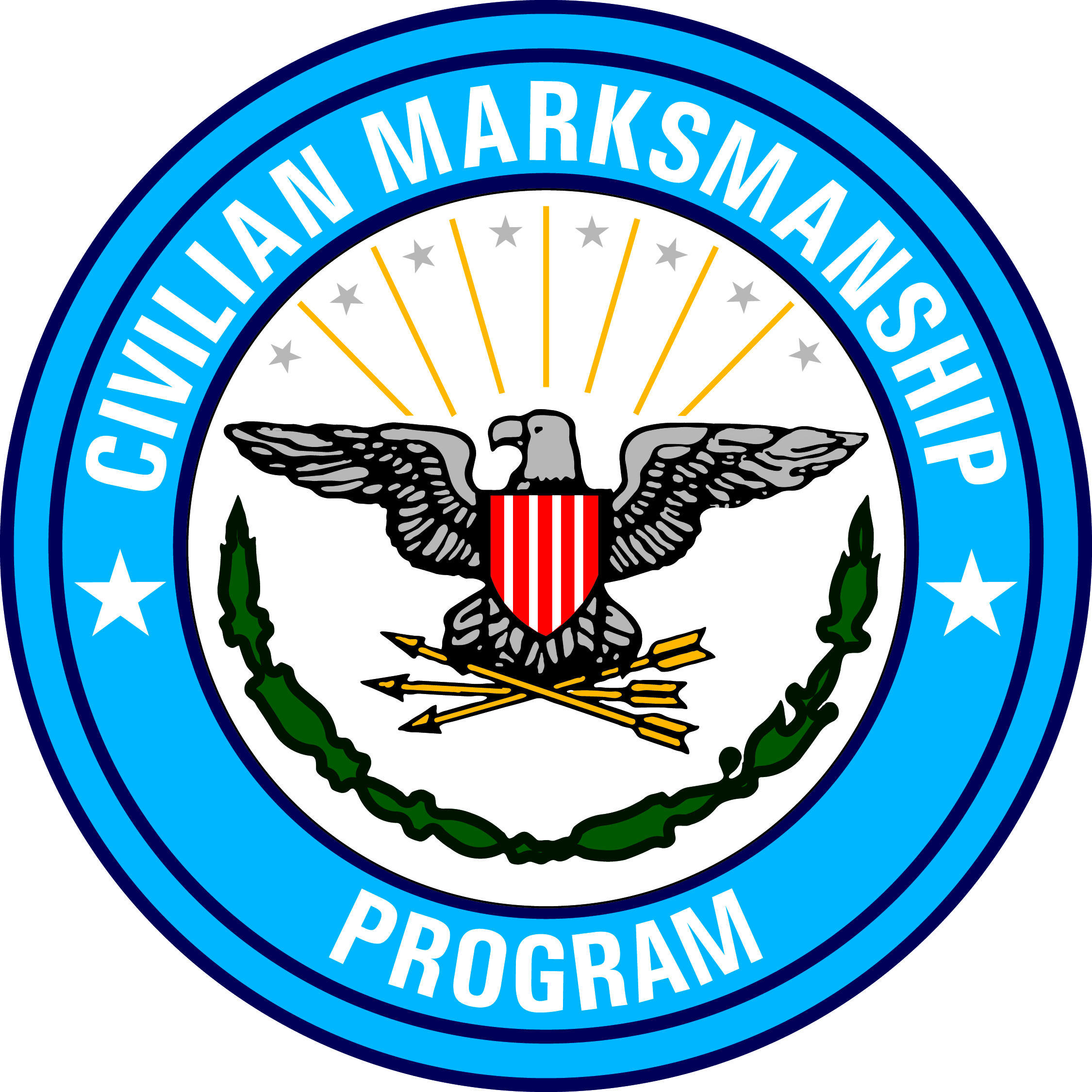
O selo oficial do CMP.

O Civilian Marksmanship Program (CMP) é um programa patrocinado pelo governo dos EUA que promove o treinamento em segurança de armas de fogo e a prática de tiro para todos os cidadãos americanos qualificados, com ênfase especial na juventude. A participação no programa não é obrigatória, mas qualquer cidadão dos EUA que não esteja legalmente proibido de possuir uma arma de fogo, pode comprar um rifle do excesso do arsenal militar do CMP, desde que seja membro de um clube afiliado ao CMP.
O CMP não opera, como uma entidade governamental, mas por meio de uma rede de organizações privadas afiliadas, clubes de tiro e associações estaduais que cobrem todos os estados dos EUA. As organizações, clubes e associações oferecem cursos de treinamento de uso e de segurança em armas de fogo, bem como a oportunidade para prática e competição contínuas.

## Histórico
O "Office of the Director of Civilian Marksmanship" (DCM) foi criado pelo Congresso dos EUA como parte do "War Department Appropriations Act" de 1903 (gestão de Theodore Roosevelt). O objetivo original era fornecer aos civis a oportunidade de aprender e praticar habilidades de tiro ao alvo para que fossem atiradores habilidosos se mais tarde chamados para servir nas Forças Armadas dos EUA. A formação foi precipitada pela adoção do rifle M1903 Springfield como fuzil de serviço padrão nacional. Civis experientes com os populares rifles contemporâneos por ação de alavanca foram incapazes de sustentar uma cadência de tiro equivalente com o fuzil M1903 por ação de ferrolho, desconhecido para eles até então.
Com o passar dos anos, a ênfase do programa mudou para se concentrar no desenvolvimento dos mais jovens nas técnicas de tiro, por meio da pontaria. De 1916 a 1996, o CMP foi administrado pelo Exército dos EUA. O Título XVI do "National Defense Authorization Act" para o ano fiscal de 1996 (Lei Pública 104-106, de 10 de fevereiro de 1996) criou a "Corporation for the Promotion of Rifle Practice & Firearms Safety" (CPRPFS) para assumir a administração e promoção do CMP. A CPRPFS é uma organização sem fins lucrativos sob o código IRS (501(c))(3) isenta de impostos, licenciada pelo Congresso dos EUA, mas não é uma agência do governo dos EUA (Título 36, Código dos Estados Unidos, Seção 40701 e seguintes). Além de uma doação de fuzis de calibre .22 e .30 excedentes no estoque do Exército para o CMP, o CMP não recebe financiamento federal.
O "National Board for the Promotion of Rifle Practice" (NBPRP), um conselho consultivo do Secretário do Exército (SA de "SECARMY"), criado em 1903, foi extinto por essa lei e substituído pela CPRPFS. O conselho inicial foi nomeado pelo SA e é responsável por desenvolver todas as políticas e procedimentos para a implementação de todos os aspectos do CMP.
Apesar de sua contribuição para o esforço de pronto engajamento de pessoal nas forças armadas ter sido questionado em 1990 pelo "General Accounting Office", o CMP continua ativo e é considerado um excelente programa de treinamento para proficiência em tiros de fuzil e sua enfática preocupação com segurança e prevenção de acidentes.

## Atuação

### Escritórios
O CMP mantém três escritórios principais: 
- CMP North no Camp Perry perto de Port Clinton, Ohio;
- CMP South em Anniston, Alabama;
- CMP Talladega Marksmanship Park em Talladega, Alabama.

### Vendas
O CMP vem popularizando a prática de vender rifles excedentes do exército dos EUA, oferecendo M1 Garand, M1903 Springfield, M1917 Enfield, M1 Carbine, calibre .22 e rifles de ar comprimido para venda a membros de organizações afiliadas. Munições e outros acessórios também são vendidos na loja online do CMP. A pistola M1911 foi adicionada em 2018.

### Programas
Os programas facilitados pelo CMP promovem o ensino de segurança, responsabilidade, liderança e excelência competitiva no tiro esportivo. O CMP apoia, patrocina e hospeda várias competições de rifle e pistola em todo o país, incluindo os Jogos Nacionais em Camp Perry, eles sediaram formalmente os testes das Olimpíadas dos EUA para rifle de ar de 10 metros e também hospedam as competições anuais de rifle olímpico júnior de 3 posições , bem como uma variedade de campeonatos juniores nacionais. Para cumprir sua missão de promover os esportes de tiro, o CMP administra acampamentos e clínicas ao longo do ano, principalmente, seu programa de acampamento de verão oferece acampamentos com as modalidades: rifle de ar em pé, rifle de ar de 3 posições e, recentemente, foi adicionado o "smallbore" 3 posições.

### Competition Tracker
Em julho de 2003, o CMP lançou o "Competition Tracker", o primeiro sistema de resultados online para o tiro esportivo. Originalmente projetado especificamente para as partidas do Troféu Nacional, o CMP agora usa o Competition Tracker como o boletim oficial de resultados de todas as competições do CMP. Em março de 2006, durante o JROTC National Championships, o CMP utilizou o Competition Tracker, em conjunto com os alvos eletrônicos Sius Ascor, para fornecer resultados em tempo real na web. Em média, foram 45 segundos desde o momento em que o atirador disparou até o momento em que o valor do tiro foi visto na Internet. O CMP continua a ser inovador hoje, eles estão pesquisando a tecnologia chamada "Visual Image Scoring" que permitirá aos concorrentes pontuar eletronicamente alvos de papel tradicionais.

### O CMP e os serviços militares
As forças armadas dos EUA estão autorizadas a usar emblemas de competição de tiro, de acordo com os regulamentos de cada serviço. Esses emblemas são concedidos com base nos pontos ganhos em competições patrocinadas pelo CMP ou classificação elevada em competições especiais do CMP. A seguir está uma lista de emblemas de competição de tiro autorizados para uso em uniformes do serviço militar dos EUA com base nos pontos ganhos em competições CMP:

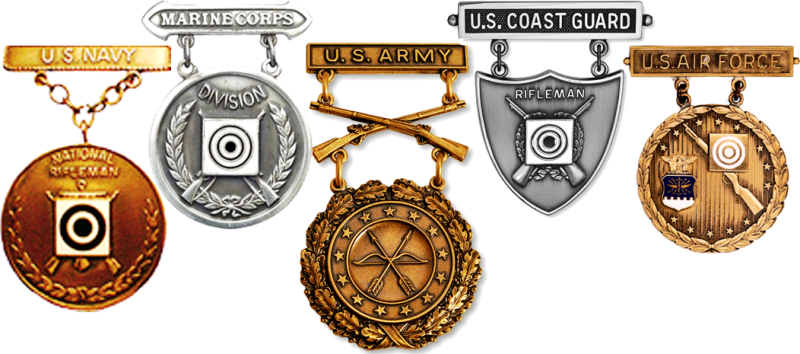
Exemplos de diferentes emblemas de "excelência em competição" das Forças Armadas dos EUA concedidos baseados nos resultados em competições promovidas ou sancionadas pelo CMP.

- U.S. Distinguished International Shooter Badge (Todos os serviços)
- Distinguished Rifleman Badge (Exército, Força Aérea e Civis americanos)
- Distinguished Marksman Badge (Marinha, Fuzileiros e Guarda Costeira)
- Distinguished Pistol Shot Badge (Todos os serviços)
- President's Hundred Tab/Brassard (Exército, Marinha e Guarda Costeira)
- Army Excellence In Rifle Competition Badge (Prata ou Bronze)
- Army Excellence In Pistol Competition Badge (Prata ou Bronze)
- Air Force Excellence In Rifle Competition Badge (Prata com grinalda ou Bronze com grinalda)
- Air Force Excellence In Pistol Competition Badge (Prata com grinalda ou Bronze com grinalda)
- Navy Excellence-in-Competition Rifle Badge (Ouro, Prata ou Bronze)
  - National, Navy, & Fleet
- Navy Excellence-in-Competition Pistol Badge (Ouro, Prata ou Bronze)
  - National, Navy, & Fleet
- Marine Corps Rifle Competition Badge (Ouro, Prata ou Bronze)
  - National, Marine Corps, & Division
- Marine Corps Pistol Competition Badge (Ouro, Prata ou Bronze)
  - National, Marine Corps, & Division
- Coast Guard Rifleman Excellence-in-Competition Badge (Prata ou Bronze)
  - National & Coast Guard
- Coast Guard Pistol Shot Excellence in Competition Badge (Prata ou Bronze)
  - National & Coast Guard